# Rene Russo

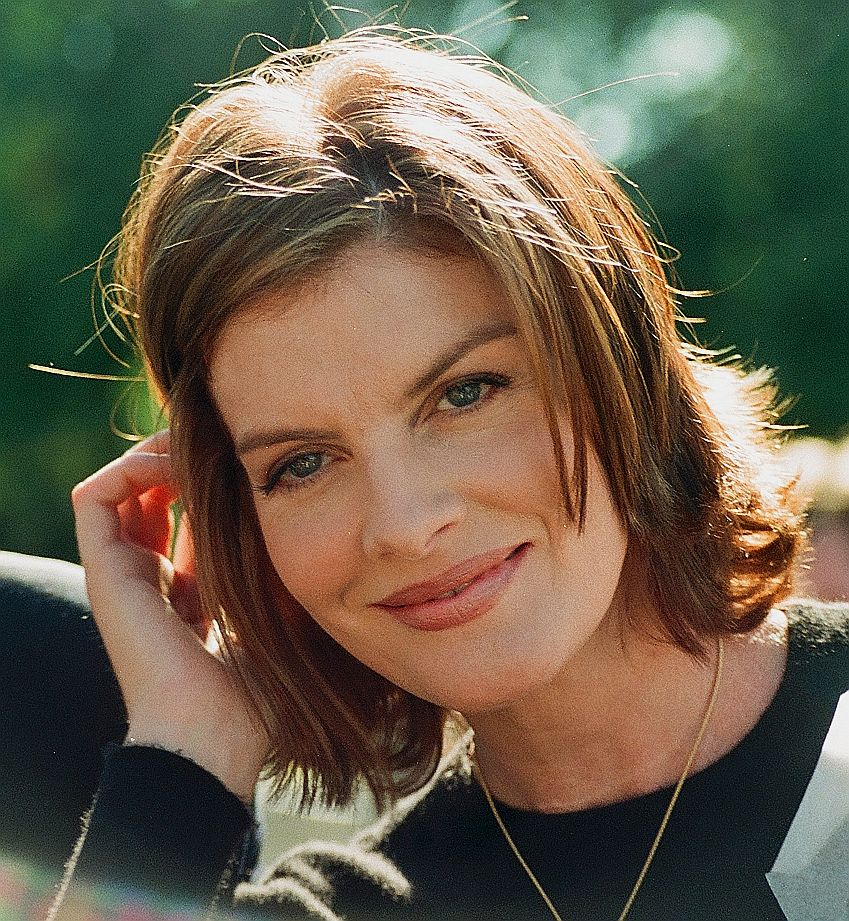
Rene Russo (1996)

Rene Russo (* 17. Februar 1954 in Burbank, Kalifornien) ist eine US-amerikanische Filmschauspielerin.

## Leben
Russo besuchte die Burroughs High School, wo Ron Howard zu ihren Klassenkollegen gehörte. Ab der zehnten Klasse vernachlässigte sie die Schule und nahm zahlreiche Jobs an, um die finanziellen Engpässe der Familie zu überwinden, darunter in Disneyland.
1972 besuchte sie ein Konzert der Rolling Stones und wurde vom Talentsucher John Crosby entdeckt. Sie begann ihre Karriere als Model in der Modebranche. Nach wenigen Jahren wurde sie zu den erfolgreichsten Models der USA gezählt. Sie war häufig auf Titelseiten von Zeitschriften wie z. B. der Vogue zu sehen. In den 1980er Jahren kamen zahlreiche Aufträge für die Fernsehwerbung hinzu.
Russo beschäftigte sich intensiv mit Literatur und nahm Schauspielunterricht. Sie bekam einige kleine Theaterrollen. 1988 bekam sie ihre erste Filmrolle in Die Indianer von Cleveland.
Russo ist seit 1992 mit dem Drehbuchautor und Filmregisseur Dan Gilroy verheiratet und hat eine Tochter. Sie lebt in Los Angeles-Brentwood in Kalifornien.

## Filmografie (Auswahl)
- 1987: Sable (Fernsehserie)
- 1988: Meanwhile in Santa Monica
- 1989: Die Indianer von Cleveland (Major League)
- 1990: Mr. Destiny
- 1991: Selbstjustiz – Ein Cop zwischen Liebe und Gesetz (One Good Cop)
- 1991: Mel Gibson’s Video Diary 2: Lethal Weapon 3
- 1992: Freejack – Geisel der Zukunft (Freejack)
- 1992: Brennpunkt L.A. – Die Profis sind zurück (Lethal Weapon 3)
- 1993: In the Line of Fire – Die zweite Chance (In the Line of Fire)
- 1994: Die Indianer von Cleveland II (Major League II)
- 1995: Outbreak – Lautlose Killer (Outbreak)
- 1995: Schnappt Shorty (Get Shorty)
- 1996: A Salute to Clint Eastwood
- 1996: Tin Cup
- 1996: Kopfgeld – Einer wird bezahlen (Ransom)
- 1997: Buddy
- 1998: Lethal Weapon 4
- 1999: Die Thomas Crown Affäre (The Thomas Crown Affair)
- 2000: Die Abenteuer von Rocky & Bullwinkle (The Adventures of Rocky and Bullwinkle)
- 2002: Showtime
- 2002: Jede Menge Ärger (Big Trouble)
- 2005: Das schnelle Geld (Two for the Money)
- 2005: Deine, meine & unsere (Yours, Mine and Ours)
- 2011: Thor
- 2013: Thor – The Dark Kingdom (Thor: The Dark World)
- 2014: Nightcrawler – Jede Nacht hat ihren Preis (Nightcrawler)
- 2015: Frank and Cindy
- 2015: Man lernt nie aus (The Intern)
- 2017: Das ist erst der Anfang (Just Getting Started)
- 2019: Die Kunst des toten Mannes (Velvet Buzzsaw)
- 2019: Avengers: Endgame

## Nominierungen
- 1996: Golden Apple Award Female Star of the Year
- Die Abenteuer von Rocky und Bullwinkle, Saturn Award und N Razzie Award
- The Thomas Crown Affair, Blockbuster Entertainment Award
- Lethal Weapon 4, Blockbuster Entertainment Award
- Lethal Weapon 3, MTV Movie Award
- Nightcrawler – Jede Nacht hat ihren Preis Golden - Globe Nominierung als Beste Nebendarstellerin